# جورج إي. لي
جورج إي. لي (بالإنجليزية: George E. Lee)‏ هو عازف جاز ومغني أمريكي، ولد في 28 أبريل 1896 في ميزوري في الولايات المتحدة، وتوفي في 2 أكتوبر 1958.

## وصلات خارجية
- جورج إي. لي على موقع ميوزك برينز (الإنجليزية)
- جورج إي. لي على موقع أول ميوزيك (الإنجليزية)